# 卡尔 (北莱茵-威斯特法伦州)
卡尔（德語：Kall，發音：[kal]）是德国北莱茵-威斯特法伦州科隆行政区奥伊斯基兴县的市镇，面积66.07平方千米，2023年12月31日人口为11,089人。